# هاري ميلفيل
هاري ميلفيل (بالإنجليزية: Harry Melville)‏ هو لاعب دوري الرغبي أسترالي، ولد في 1930 في أستراليا، وتوفي في 1965 في كوغارة ‏ في أستراليا.